# Febre (pel·lícula de 1999)
Febre (títol original: Fever) és un thriller psicològic de 1999 dirigit per Alex Winter. Ha estat doblada al català.

## Argument
Nick Parker (Henry Thomas) és un jove artista lluitador que pateix una crisi nerviosa mental i física. Un violent assassinat en el seu edifici d'apartaments, el posa al límit del seny. Sospitós segons la seva germana (Teri Hatcher) i seguit per un detectiu policial (Bill Duker), Nick comença per pensar que pot haver comès l'assassinat excepte per l'aspecte d'un misteriós rodamons (David O'Hara) que s'ha instal·lat al pis de dalt. És un testimoni o un assassí, i va ser víctima d'una trampa o és una il·lusió? El tema és: En qui confies quan ja no pots confiar en tu mateix?

## Repartiment
- Henry Thomas: Nick Parker
- David O'Hara: Will
- Teri Hatcher: Charlotte Parker
- Bill Duke: Detectiu Glass
- Sándor Técsy:Sidney Miskiewicz
- Irma St. Paule: Mrs. Rhula Miskiewicz
- Alex Kilgore: Adam Dennis
- Marisol Padilla Sánchez: Soledad
- Patricia Dunnock: Sophie Parker
- Helen Hanft: Louisa

## Premis
Selecció oficial, Festival Internacional de Cinema de Canes, 1999.

## Rebuda
- A.O. Scott a The New York Times: Pur pànic a l'estil de Hitchcock. Un impressionant exemple de què pot fer un director de talent amb pocs mitjans.[3]
- Godfrey Cheshire a Variety: Un inquietant, insinuant conte de terror urbà i de crisi mental, [i] un impressionant i sofisticat debut com a director.[4]
- Dennis Lim, Village Voice: Amb un impecable expressionisme, el director i un Henry Thomas persuasiu, Febre manté un convincent i esgarrifós ambient pertot arreu.
- Phil Sala, Film Threat: thriller mediocre sobre un famèlic artista sospitós d'assassinat.